# 30 ottobre
Il 30 ottobre è il 303º giorno del calendario gregoriano (il 304º negli anni bisestili). Mancano 62 giorni alla fine dell'anno.

## Eventi
- 1137 – Nella battaglia di Rignano le armate di Ruggero II di Sicilia vengono sconfitte da una coalizione normanno-tedesca guidata da Rainulfo di Alife
- 1470 – Enrico VI d'Inghilterra ritorna al trono dopo che il Conte di Warwick ha sconfitto in battaglia gli Yorkisti di Edoardo IV.
- 1831 – Nella contea di Southampton, lo schiavo fuggitivo Nat Turner viene catturato e arrestato per aver guidato la più sanguinosa rivolta degli schiavi della storia statunitense
- 1864
  - Helena (Montana) viene fondata, dopo che quattro cercatori scoprono l'oro a "Last Chance Gulch"
  - Busto Arsizio viene insignita del titolo di città
  - Fine della Seconda guerra dello Schleswig: il duca Federico e la corona danese riconoscono l'annessione a Prussia e Austria di Schleswig, Holstein e Lauenburg
- 1905 – Lo zar Nicola II di Russia concede alla Russia la sua prima costituzione, creando un'assemblea legislativa
- 1912 – Matrimonio di Robert Baden-Powell e Olave Soames
- 1918 – Il Comitato di salute pubblica di Trieste proclama la caduta dell'Austria dalle terre del Mare Adriatico
- 1918 – Armistizio di Moudros con l'Impero ottomano
- 1922 – Il re Vittorio Emanuele III conferisce a Mussolini l'incarico di formare un governo
- 1938 – Orson Welles trasmette per radio un realistico adattamento de La guerra dei mondi, causando il panico in tutti gli Stati Uniti
- 1941 – Seconda guerra mondiale: Franklin Delano Roosevelt approva un prestito da 1 miliardo di dollari al Regno Unito
- 1953 – Guerra fredda: il presidente statunitense Dwight D. Eisenhower approva formalmente il documento top secret denominato National Security Council Paper No. 162/2, che dichiara che l'arsenale nucleare statunitense deve essere mantenuto ed espanso per contrastare la minaccia sovietica
- 1961 – L'Unione Sovietica detona una bomba all'idrogeno da 58 megaton su Novaja Zemlja (questa è ancora oggi la più grande bomba nucleare mai fatta esplodere)
- 1965 – Guerra del Vietnam: a pochi chilometri da Đà Nẵng, i Marines statunitensi respingono un intenso attacco a ondate di truppe Viet Cong, uccidendo 56 guerriglieri. Tra le vittime, un disegno delle postazioni dei marines viene rinvenuto sul corpo di un ragazzino vietnamita tredicenne che aveva venduto bibite ai Marines il giorno prima[1]
- 1970 – In Vietnam, il peggior monsone a colpire l'area negli ultimi sei anni provoca gravi inondazioni, uccidendo 293 persone, lasciando 200 000 senzatetto e fermando praticamente la guerra del Vietnam
- 1972 – Il presidente statunitense Richard Nixon approva una legge per incrementare le spese per la sicurezza sociale di 3,5 miliardi di dollari
- 1974 – Muhammad Ali batte per K.O. George Foreman a Kinshasa, Zaire, riconquistando la corona di campione del mondo dei pesi massimi
- 1975 – Il principe Juan Carlos diventa re di Spagna, dopo che il dittatore Francisco Franco ammette di essere troppo malato per governare
- 1976 – A Roma inizia il primo convegno ecclesiale nazionale
- 1977 – Il giocatore del Perugia Renato Curi muore durante una partita contro la Juventus
- 1980 – El Salvador e Honduras firmano un trattato di pace per portare la disputa sui confini combattuta nella guerra del calcio del 1969 davanti alla Corte internazionale di giustizia
- 1987 – In Giappone, la NEC rilascia il primo home entertainment system a 16-bit, il PC Engine
- 1988 – La Philip Morris compra la Kraft Foods per 13,1 miliardi di dollari
- 1995 – I separatisti del Québec perdono di poco un referendum per ottenere un mandato per negoziare l'indipendenza dal Canada (il risultato fu 50,6% contro il 49,4%)
- 2003 – Il Concorde, aereo supersonico anglo-francese, viene messo fuori servizio, causa il malfunzionamento e successiva caduta di uno di essi
- 2008 – La Croce Rossa Italiana viene commissariata con decreto del presidente del Consiglio dei ministri
- 2016 – Terremoto di magnitudo 6,5 con epicentro tra Norcia e Preci alle ore 07:40 avvertito in tutta Italia, il più forte per intensità del XXI secolo (dal 1980).
- 2020 – Terremoto con epicentro sulla costa turca del mar Egeo colpisce la Grecia e la Turchia con, alle 14:44, la scossa più forte di magnitudo 7,0; la scossa è stata distintamente avvertita anche in Italia, specialmente sulla costa adriatica.

## Nati
Ci sono circa 1 110 voci su persone nate il 30 ottobre; vedi la pagina Nati il 30 ottobre per un elenco descrittivo o la categoria Nati il 30 ottobre per un indice alfabetico.

## Morti
Ci sono circa 510 voci su persone morte il 30 ottobre; vedi la pagina Morti il 30 ottobre per un elenco descrittivo o la categoria Morti il 30 ottobre per un indice alfabetico.

## Feste e ricorrenze

### Religiose
Cristianesimo:
- Sant'Alfonso Rodríguez, vedovo, religioso gesuita
- Sant'Angelo d'Acri, frate cappuccino
- Santi Claudio, Luperco e Vittorico, martiri
- Santa Eutropia di Alessandria, martire
- San Felice di Massa Martana, vescovo e martire
- San Gerardo Della Porta, vescovo
- San Germano di Capua, vescovo
- San Marcello di Tangeri, martire
- San Marciano di Siracusa, vescovo
- San Massimo di Apamea, martire
- San Mauro di Verona, vescovo
- San Saturnino di Cagliari, martire
- San Serapione di Antiochia, vescovo
- San Teonisto,Tabra e Tabrata vescovo e martire
- Santi Zenobio e Zenobia, martiri
- Beato Oleksa Zaryckyj, sacerdote e martire
- Beata Benvenuta Boiani, vergine
- Beato Giovanni Michele Langevin, martire
- Beato Giovanni Slade, martire
- Beato Raimondo de Cardona, mercedario
- Beato Terence Albert O'Brien, vescovo e martire